# Emiliano Patarra
Emiliano Patarra (São Paulo, 29 de março de 1972) é um maestro brasileiro especializado em ópera. Foi aluno de Roberto Duarte, Guillermo Scarabino e Luís Gorelik. Fundou a Orquestra Sinfônica Jovem da cidade de Guarulhos e a Orquestra do Theatro São Pedro. É desde 2013 o diretor artístico do Theatro São Pedro. 

## Biografia
Emiliano Patarra começou seus estudos musicais como violinista e depois como violista. 
Formou-se em regência pela FASM sob a orientação do maestro Roberto Duarte e através de bolsa da Fundação Vitae aperfeiçoou-se no Teatro Colón de Buenos Aires com o maestro Guillermo Scarabino, e com o maestro Luís Gorelik e a Orquestra Sinfônica de Concepción, no Chile.
Sua atuação como regente começou quando da posição de spalla do naipe das violas, foi convidado a assumir o ensaio da Orquestra Jovem do Estado de São Paulo pelo maestro João Maurício Galindo.
Logo em seguida virou assistente e coordenador artístico da Orquestra Sinfônica Municipal de Santos, onde se manteve até 2008. Foi produtor executivo do Festival Música Nova entre 2003 e 2008, além de diretor musical deste evento em 2009.
Em 2003 fundou na cidade de Guarulhos a Orquestra Sinfônica Jovem,  sendo seu diretor artístico e regente titular até hoje.
Com grande atuação no ensino de cordas coletivas, Emiliano comandou a criação de novas orquestras de cordas e difundiu o ensino como forma de inclusão social. Trabalhou por cinco anos no SESC/SP lecionando violino e viola e dirigindo a Orquestra de Cordas. Também durante cinco anos foi supervisor pedagógico e professor do Projeto Guri - anos depois, em 2008, foi coordenador pedagógico de cordas e canto do Novo Projeto Guri-Santa Marcelina e Coordenador Pedagógico da Tom Jobim - Escola de Música do Estado de São Paul. Em 2010 foi nomeado Regente Titular da Orquestra do Theatro São Pedro (ORTHESP),[carece de fontes?] participando assim da sua fundação. A ORTHESP recebeu o Prêmio Carlos Gomes 2011 de melhor orquestra do ano. No ano de 2013 assumiu também a direção artística do Theatro São Pedro.

## CDs Gravados
- Viena - Operetas de Johann Strauss II e Franz Lehár - Orquestra Jovem de Guarulhos - Algol Editora.[6]
- OPUS 80 - EDMUNDO VILLANI-CÔRTES - com Karin Fernandes - Orquestra do Theatro São Pedro.[carece de fontes?]